# Аглаофон Млади
Аглаофон (на старогръцки: Ἀγλαοφῶν) е древногръцки художник от V век пр. Хр.

## Биография
Аглаофон процъфтява по време на 90-а олимпиада според Плиний Стари. Това се потвърждава от Атеней, който пише, че Аглаофон е автор на две негови картини на една от които Олимпия и Пития, като гениите на Олимпийските и Питийските игри, са изобразени коронясващи Алкивиад; на другата, Немея, божеството на Немейските игри, държи Алкивиад на коленете си. Алкивиад не би могъл да е спечелил победи много преди 91-ва олимпиада (416 BC). Затова е силно вероятно, че художникът е син на Аристофон и внук на стария Аглаофон, тъй като в Древна Гърция момчетата традиционно носят имената на дядовците си. Плутарх назовава Аристофон като автор на картината на Немея и Алкивиад. Аристофон може би е помагал на сина си. Според някои този Аглаофон е първият художник изобразил богинята Нике с криле.